# Xylomya pallidifemur
Xylomya pallidifemur är en tvåvingeart som beskrevs av Malloch 1917. Xylomya pallidifemur ingår i släktet Xylomya och familjen lövträdsflugor. Inga underarter finns listade i Catalogue of Life.